# Quận Lauderdale, Alabama
Quận Lauderdale là một quận thuộc tiểu bang Alabama, Hoa Kỳ.
Quận này được đặt tên theo James Lauderdale của Tennessee. Theo điều tra dân số của Cục điều tra dân số Hoa Kỳ năm 2000, quận có dân số 87.891 người. Quận lỵ đóng ở Florence.